# Leucoraja longirostris
Leucoraja longirostris — вид скатів родини ромбових скатів (Rajidae). Описаний у 2024 році.

## Поширення
Вид поширений на заході Індійського океану. Вісім типових зразків зібрано на підводних горах Волтерс-Шолз у південній частині Мадагаскарського хребта на глибині 750–1050 м.

## Опис
Максимальна довжина тіла до 71 см. Вирізняється з-поміж усіх своїх родичів своєю надзвичайно довгою та гострокутою мордою.